# Notophthiracarus rafalskii
Notophthiracarus rafalskii är en kvalsterart som först beskrevs av Wojciech Niedbała 1997.  Notophthiracarus rafalskii ingår i släktet Notophthiracarus och familjen Phthiracaridae. Inga underarter finns listade i Catalogue of Life.